# Yes or Yes
Yes Or Yes  là mini album (EP) thứ sáu của nhóm nhạc nữ Hàn Quốc Twice được phát hành vào ngày 5 tháng 11 năm 2018 bởi JYP Entertainment và phân phối bởi Iriver. EP bao gồm bảy ca khúc, trong đó bao gồm đĩa đơn tiếng Hàn cùng tên và phiên bản tiếng Hàn ủa ca khúc "BDZ". Các thành viên Jeongyeon, Chaeyoung và Jihyo của Twice cũng tham gia vào việc viết lời cho ba ca khúc trong EP.
Album tái phát hành của EP, mang tên The Year of "Yes" được phát hành vào ngày 12 tháng 12 năm 2018.

## Bối cảnh và phát hành
Đầu tháng 10 năm 2018, các bảng quảng cáo với cụm từ "Do you like Twice? Yes or Yes" (tiếng Hàn: "트와이스 좋아하세요? YES or YES") được đưa lên bảng quảng cáo tàu điện ngầm, thu hút sự chú ý trực tuyến. Vào ngày 11 tháng 10, JYP Entertainment đã xác nhận rằng Twice đã lên kế hoạch phát hành album tiếng Hàn thứ ba trong năm vào ngày 5 tháng 11. Yes or Yes đã được tiết lộ là tiêu đề album vào ngày 20 tháng 10 và một video đặc biệt kỷ niệm ba năm của Twice có một đoạn clip ngắn về đĩa đơn dẫn đường chính cùng tên của album.

## Sáng tác
"Yes or Yes" được sáng tác bởi David Amber và Andy Love, viết lời bởi Sim Eun-jee. David Amber trước đây từng đồng sáng tác "Heart Shaker" và Sim Eun-jee đồng viết lời cho ca khúc "Knock Knock". "Yes or Yes" được mô tả là một bài hát "color pop" tươi sáng và sống động thuộc thể loại synth-pop với những ảnh hưởng từ các thể loại Motown, reggae và Arena pop. Về phần lời, nó nói về việc chỉ có thể trả lời "có" cho một lời tỏ tình.
Các thành viên Jeongyeon, Chaeyoung và Jihyo của Twice lần lượt được ghi nhận viết lời cho các ca khúc "LaLaLa", "Young & Wild" và "Sunset". Ca khúc cuối cùng của album là phiên bản tiếng Hàn của "BDZ" từ album tiếng Nhật cùng tên của nhóm.

## Quảng bá
Hai ngày trước khi phát hành album, Twice xuất hiện trên chương trình truyền hình Knowing Bros và lần đầu biểu diễn một phần ca khúc "Yes of Yes". Nhóm đã tổ chức một buổi giới thiệu album vào ngày 5 tháng 11 tại KBS Arena Hall ở Gangseo-gu, Seoul. Buổi biểu diễn trên truyền hình đầu tiên của "Yes or Yes" là tại 2018 MBC Plus X Genie Music Awards vào ngày 6 tháng 11. Twice cũng xuất hiện trên chương trình Idol Room như một phần quảng bá cho album của họ.

## Diễn biến thương mại
Tại Hàn Quốc, album đạt vị trí quán quân trên bảng xếp hạng Gaon Album Chart trong khi ca khúc chủ đề đứng đầu bảng xếp hạng Gaon Digital Chart. Yes or Yes cũng là album tiếng Hàn đầu tiên của Twice xếp vị trí quán quân trên bảng xếp hạng Oricon Albums Chart và Digital Albums Chart của Nhật Bản.

## Danh sách bài hát
| STT              | Nhan đề             | Phổ lời                                  | Phổ nhạc                                          | Biên khúc                             | Thời lượng |
| ---------------- | ------------------- | ---------------------------------------- | ------------------------------------------------- | ------------------------------------- | ---------- |
| 1.               | "Yes or Yes"        | Sim Eun-jee                              | David Amber Andy Love                             | David Amber                           | 3:58       |
| 2.               | "Say You Love Me"   | Sophia Pae Secret Weapon                 | Sophia Pae Secret Weapon                          | Secret Weapon                         | 3:33       |
| 3.               | "LaLaLa"            | Jeongyeon                                | Albi Albertsson Akina Ingold                      | Mussashi (A. Albertsson)              | 3:06       |
| 4.               | "Young & Wild"      | Chaeyoung Kim Hyun-yoo (Flying Lab)      | Kim Petras CJ Abraham MkX                         | MkX                                   | 3:01       |
| 5.               | "Sunset"            | Jihyo                                    | Maria Marcus Lisa Desmond Fast Lane Secret Weapon | Secret Weapon                         | 3:43       |
| 6.               | "After Moon"        | Iggy (Oreo) C-no (Oreo) Woong Kim (Oreo) | Iggy (Oreo) C-no (Oreo) Woong Kim (Oreo)          | Woong Kim (Oreo)                      | 3:24       |
| 7.               | "BDZ" (Korean ver.) | J.Y. Park "The Asiansoul"                | J.Y. Park "The Asiansoul"                         | J.Y. Park "The Asiansoul" Lee Hae-sol | 3:16       |
| Tổng thời lượng: | Tổng thời lượng:    | Tổng thời lượng:                         | Tổng thời lượng:                                  | Tổng thời lượng:                      | 24:02      |

## Sản xuất nội dung
Công trạng được ghi trên đĩa CD album.

### Địa điểm
Thu âm
- The Vibe Studio, Seoul, South Korea ("Yes or Yes")
- 821 Sound, Seoul, South Korea ("Yes or Yes")
- Ingrid Studio, Seoul, South Korea ("Yes or Yes", "Young & Wild")
- U Productions, Seoul, South Korea ("Say You Love Me", "LaLaLa", "Young & Wild", "Sunset", "After Moon")
- Feeline Studio, Seoul, South Korea ("Say You Love Me")
- MonoTree Studio, Seoul, South Korea ("LaLaLa")
- Iconic Studio, Seoul, South Korea ("Sunset")
- JYPE Studios, Seoul, South Korea ("BDZ")

Hòa âm
- Rcave Sound, Seoul, South Korea ("Yes or Yes", "Say You Love Me", "LaLaLa", "Young & Wild", "Sunset", "After Moon")
- Mirrorball Studios, North Hollywood, California ("BDZ")

Giám sát
- Sterling Sound, New York City, New York ("Yes or Yes", "BDZ")
- 821 Sound Mastering, Seoul, South Korea ("Say You Love Me", "LaLaLa", "Young & Wild", "Sunset", "After Moon")

Chụp ảnh
- Miss Yoon in Wonderland, Seoul, South Korea

### Cá nhân
- J. Y. Park "The Asiansoul" – producer, all instruments (on "BDZ")
- Lee Ji-young – direction and coordination (A&R)
- Jang Ha-na – music (A&R)
- Kim Yeo-joo (Jane Kim) – music (A&R)
- Kim Ji-hyeong – production (A&R)
- Cha Ji-yoon – production (A&R)
- Kang Geon – production (A&R)
- Hwang Hyun-joon – production (A&R)
- Kim Bo-hyeon – design (A&R), album art direction and design, web design
- Kim Tae-eun – design (A&R), album art direction and design
- Seo Yeon-ah – design (A&R), web design
- Lee So-yeon – design (A&R), album art direction and design
- Lee Ga-young – design (A&R), album art direction and design, web design
- Choi Hye-jin – recording engineer (on "Yes or Yes", "Say You Love Me" and "Sunset")
- Eom Se-hee – recording engineer (on "Yes or Yes" and "BDZ")
- Jang Han-soo – recording engineer (on "After Moon")
- Lee Sang-yeop – recording engineer (on "LaLaLa" and "Young & Wild")
- Woo Min-jeong – recording engineer (on "Yes or Yes" and "Young & Wild")
- Sophia Pae – recording engineer, vocal director and background vocals (on "Say You Love Me" and "Sunset")
- Choo Dae-kwon (MonoTree) – recording engineer, vocal director (on "LaLaLa")
- Kim Jeong – recording engineer (on "Sunset")
- Lee Tae-seop – mixing engineer (on "Yes or Yes", "Say You Love Me", "LaLaLa", "Sunset" and "After Moon")
- Lim Hong-jin – mixing engineer (on "Young & Wild")
- Tony Maserati – mixing engineer (on "BDZ")
- Kwon Nam-woo – mastering engineer (on "Say You Love Me", "LaLaLa", "Young & Wild", "Sunset" and "After Moon")
- Chris Gehringer – mastering engineer (on "Yes or Yes" and "BDZ")
- Naive Production – video director
- Kim Young-jo – video executive producer
- Yoo Seung-woo – video executive producer
- Choi Pyeong-gang – video co-producer
- Kwak Gi-gon at TEO Agency – photographer
- Ahn Yeon-hoo – photographer
- Son Eun-hee at Lulu – hair director
- Jung Nan-young at Lulu – hair director
- Choi Ji-young at Lulu – hair director
- Im Jin-hee at Lulu – hair director
- Jo Sang-ki at Lulu – makeup director
- Jeon Dal-lae at Lulu – makeup director
- Zia at Lulu – makeup director
- Won Jung-yo at Bit&Boot – makeup director
- Choi Su-ji at Bit&Boot – makeup director
- Oh Yu-ra – style director
- Shin Hyun-kuk – management and marketing director
- Daseul Kim – choreographer
- Today Art – printing
- David Amber – programming, keyboards, guitars (on "Yes or Yes")
- Sim Eun-jee – vocal director (on "Yes or Yes")
- Twice – background vocals (on "Yes or Yes" and "BDZ")
- Kwon Seon-young – background vocals (on "Yes or Yes" and "Young & Wild")
- Jeong Yu-ra at Anemone Studio – digital editor (on "Yes or Yes" and "Young & Wild")
- Secret Weapon – all instruments, computer programming (on "Say You Love Me" and "Sunset")
- Jiyoung Shin NYC – additional editor (on "Say You Love Me", "LaLaLa", "Sunset" and "BDZ")
- Albi Albertsson – all instruments, computer programming (on "LaLaLa")
- Yoo Young-jin – background vocals (on "LaLaLa")
- Doko – vocal director, background vocals (on "Young & Wild")
- Kim Woong – drum, bass guitar, synthesizer, piano (on "After Moon")
- Kim So-ri – background vocals (on "After Moon")
- Moon Soo-jeong – digital editor (on "After Moon")
- Lee Hae-sol – all instruments, computer programming (on "BDZ")
- Jung Jae-pil – guitars (on "BDZ")
- Dr. Jo – vocal director (on "BDZ")

## Bảng xếp hạng
| BXH (2018)                        | Thứ hạng cao nhất |
| --------------------------------- | ----------------- |
| French Download Albums (SNEP)     | 125               |
| Japan Hot Albums (Billboard)      | 7                 |
| Japanese Albums (Oricon)          | 1                 |
| Japanese Digital Albums (Oricon)  | 1                 |
| South Korean Albums (Gaon)        | 1                 |
| US Heatseekers Albums (Billboard) | 13                |
| US World Albums (Billboard)       | 7                 |

| BXH (2018)                 | Thứ hạng |
| -------------------------- | -------- |
| Japanese Albums (Oricon)   | 60       |
| South Korean Albums (Gaon) | 15       |

## Chứng nhận
| Quốc gia                                 | Chứng nhận | Số đơn vị/doanh số chứng nhận |
| ---------------------------------------- | ---------- | ----------------------------- |
| Hàn Quốc (KMCA)                          | Platinum   | 250,000^                      |
| * Chứng nhận dựa theo doanh số tiêu thụ. |            |                               |

## Giải thưởng
| Năm  | Giải thưởng                 | Hạng mục                        | Kết quả | Ref.   |
| ---- | --------------------------- | ------------------------------- | ------- | ------ |
| 2019 | 8th Gaon Chart Music Awards | Album of the Year – 4th Quarter | Đề cử   | [ 24 ] |